# 황금방울새 (그림)
황금방울새(The Goldfinch)는 네덜란드 황금시대의 미술가 카렐 파브리티우스가 실물 크기의 황금방울새를 그린 그림이다. 1654년에 서명하고 날짜가 기입된 이 작품은 현재 네덜란드 헤이그에 있는 마우리츠하위스 미술관에 소장되어 있다. 이 작업은 33.5 X 22.8 센티미터의 크기의 캔버스에 유화를 칠한 작품으로, trompe-l'œil기법을 이용해, 한 때 더 큰 물건의 일부였다. 어쩌면 보호커버나, 창문틀의 일부였을 수 있다.
황금방울새는 색감이 풍부하고 즐거운 노래를 부를 수 있어 인기 있는 애완동물이었고, 작은 크기의 물통을 들어올리는 등 간단한 묘기를 가르칠 수 있었다. 건강을 가져다는 심볼로로 알려져 있으며, 이탈리아 르네상스 회화에서 기독교의 구원과 예수의 열정의 상징으로 사용되었다.
황금방울새는 네덜란드 황금기 회화기에 있어서 그 구성의 단순함과 착시 기법의 사용에서 특이하다. 창시자의 죽음 이후 브뤼셀에서 발견되기 전까지 2세기 이상 동안 유실되었다. 이 새는 퓰리처상을 수상한 도나 타르트의 소설 "황금방울새"와 그 영화의 각색에서 중심적인 역할을 한다.

## 설명

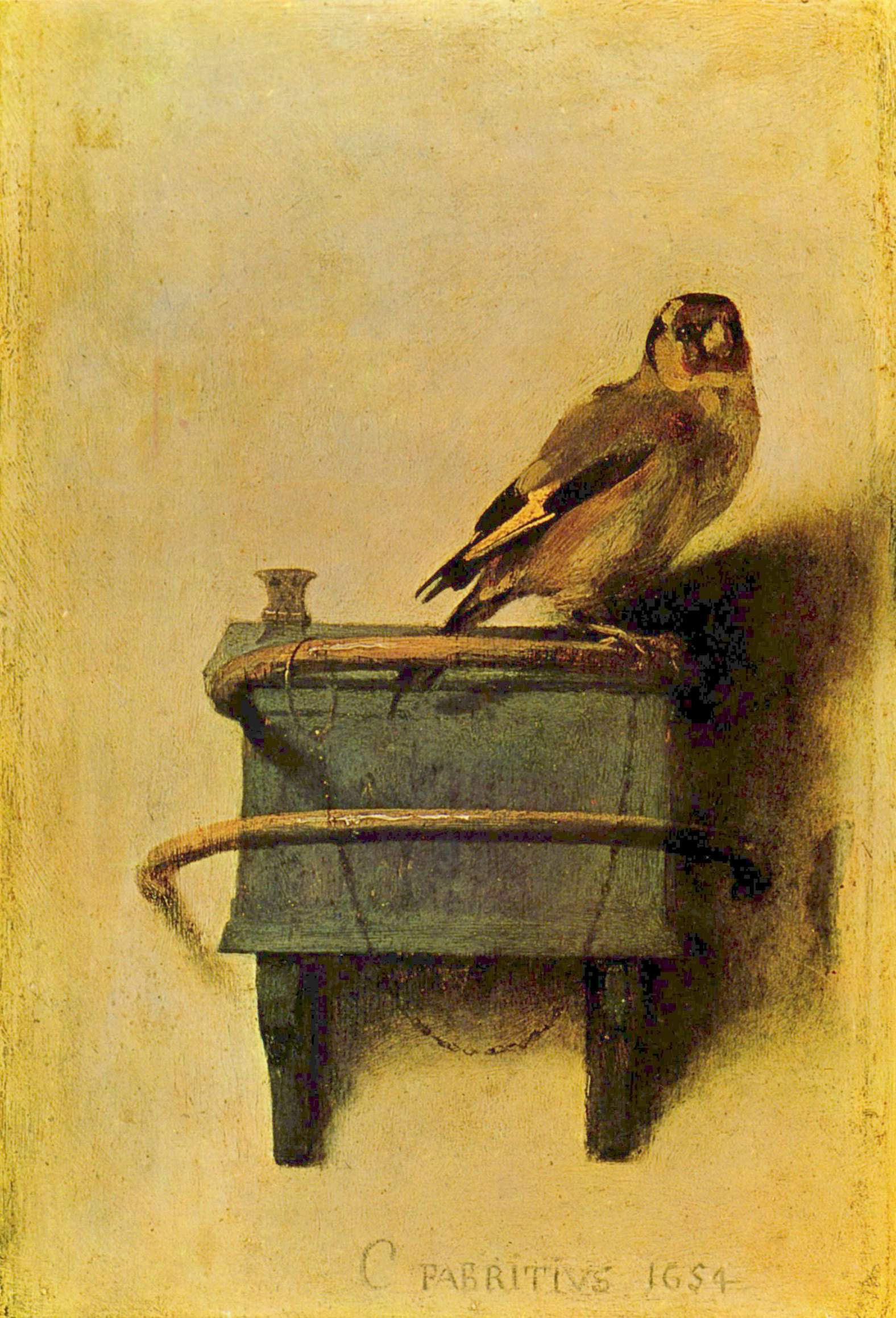
2003년 복원 이전

황금방울새는 33.5 x 22.8 센티미터 크기의 유화로, 네덜란드 헤이그에 있는 마우리츠하위스 미술관에 소장되어 있다. 2003년 복원하면서 작품의 물리적 구조에 대한 세부사항이 나타났다. 납을 사용한 페인트가 전통적인 X선과 적외선의 효과를 막았기 때문에, 최고 관리자인 Jorgen Wadum은 CT 스캐너를 사용하여 페인트 층을 디지털로 제거하고 그 아래에 무엇이 있는지 확인하였다. 도장된 판넬은 두께가 8~10밀리미터(0.31–0.39인치)로 작은 그림의 경우 비정상으로 깊이가 있으며, 이전에 더 큰 나무 조각의 일부였을 수도 있음을 나타낸다. 이에 대한 증거는 나무핀의 잔해로, 원래의 널빤지에 다웰과 접착제가 결합되어 있었음을 암시한다. 액자에 넣기 전에 그림에는 검은 테두리가 2센티미터로 되어 있었고, 그 테두리에는 금박 테두리가 10개의 균일한 간격으로 고정되어 있었다. 못이 판넬 뒤쪽에 닿지 않아 사진 뒤쪽에 뒷면이 있는 흔적이 없다. 이후 프레임을 제거하여 녹색을 띤 구리 화합물의 잔류선만 남겨두었다. 그러자 파브리티우스는 흰 배경 색소를 오른쪽 가장자리까지 확장하고 서명을 다시 칠한 다음 아랫쪽 횃불을 더했다. 마지막으로 남아 있는 검은 가장자리는 흰색으로 덧칠되었다.
패널 뒷면에는 네 개의 못구멍이 있고 상단 부근에는 여섯 개의 구멍이 있어 다양한 시기에 패널이 정지되는 두 가지 방법을 제안한다. 미술사학자 린다 스톤-페리어 교수는 패널이 창문의 안쪽 잼에 부착되어 있거나 다른 벽걸이 그림을 위한 경첩이 달린 보호 덮개였을 수도 있다고 제안했다.
보존하는 동안, 그림의 표면에는 금이 가지 않았기 때문에, 페인트가 아직 완전히 마르지 않았을 때 형성되었을 것으로 보이는 수많은 작은 움푹 패인 것이 발견되었다. 이 작은 손상은 창시자의 목숨을 앗아간 폭발로 인해 발생했을 가능성이 있다. 복원은 낡은 노란색 니스를 제거하고 원래의 음색을 보여주었는데, 1859년 예술평론가 테오필 소레뷔르가 머르메와 루미누스 쿠뤼르("팔색 벽"과 "밝은 색"으로 묘사했다.

## 주제

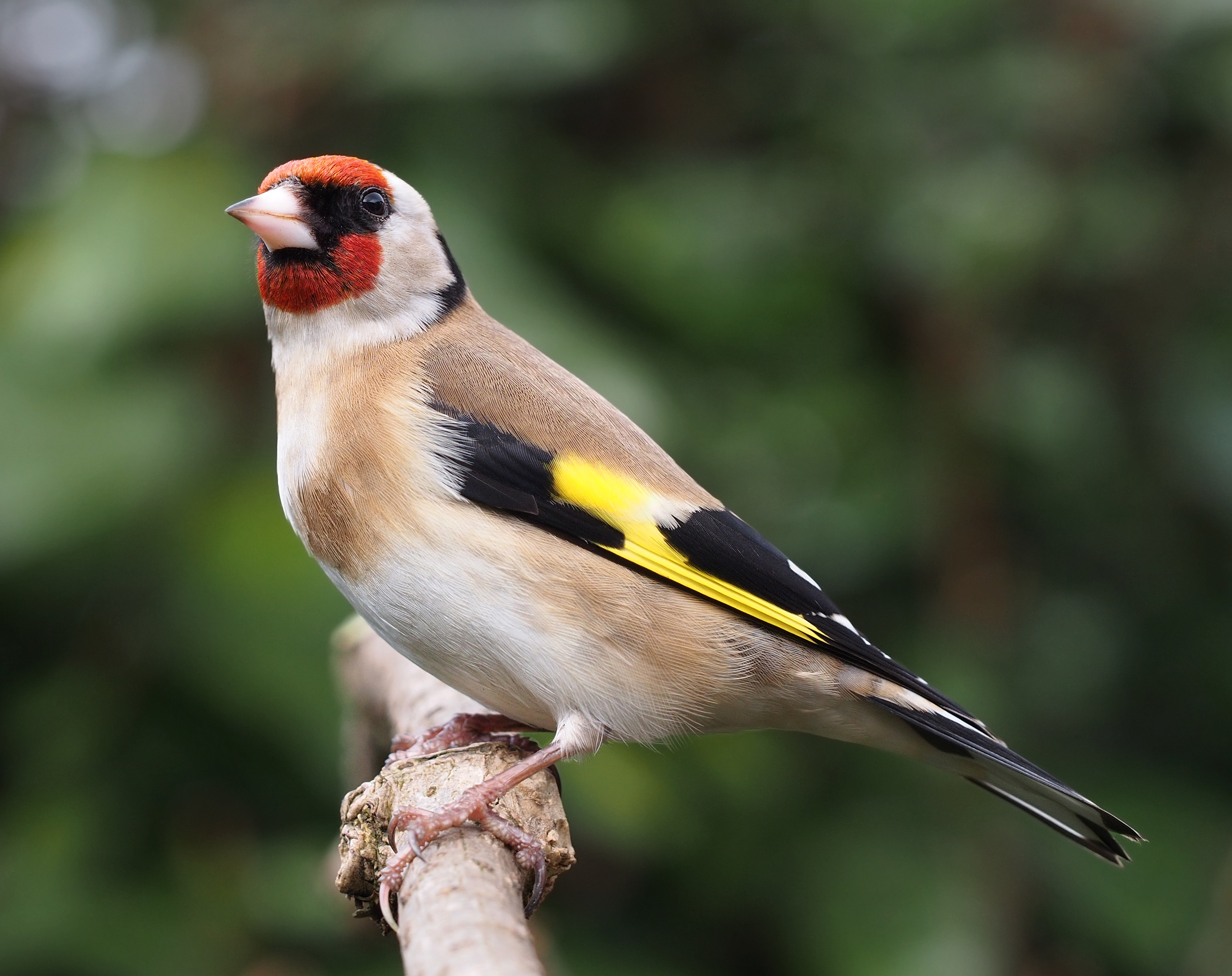
A 황금방울새 (Carduelis carduelis)

이 그림은 전선 위에 실물 크기의 황금방울새(Carduelis carduelis)를 그린 것으로, 뚜껑이 달린 파란색 용기로서 벽에 고정된 두 개의 나무 반고리로 둘러싸여 있다. 그 새는 위쪽 고리에 자리잡고 있는데,  가는 쇠사슬이 다리와 그 고리가 연결되어 있다. 그림에는 서명이 되어 있고 하단에 "C fabritives 1654"라고 날짜가 적혀 있다.
황금방울새는 유럽, 북아프리카, 그리고 서아시아와 중앙아시아에 널리 퍼져있고 식물의 씨를 주워 먹는 새이다. 즐거운 트위터를 하는 노래와 그것이 건강과 행운을 가져다준다는 믿음으로 다채로운 종으로서, 최소 2,000년 동안 길들여져 왔다. 가이우스 플리니우스 세쿤두스는 재주를 가르칠 수 있다고 기록하였고, 17세기에는 쇠사슬에 미니어처 양동이 달린 그릇에서 물을 끌어내는 황금방울새를 훈련하는 것이 유행하게 되었다. 이 그림의 네덜란드어 제목은 새의 별칭인 퍼터제(puttertje)로, 이 풍속을 가리키며, 이 새의 옛 노퍽 이름을 줄여 부르게 된 것이다.
이 금붙이는 그림에서 자주 등장하는데, 단지 화려한 외관뿐만 아니라 상징적인 의미도 지니고 있기 때문이다. 플리니는 새를 다산과 연관시켰고, 일찍이 네덜란드의 거장 히에로니무스 보쉬가 <지구의 기쁨의 정원>에 있는 벌거벗은 부부 옆에 거대한 금발톱이 있는 것은 아마도 이 믿음을 가리킬 것이다.
이탈리아 화가들을 중심으로 500여 점의 르네상스 종교 회화에는 레오나르도 다빈치의 마돈나 리타(1490–1491), 황금방울새의 라파엘의 마돈나(1506), 피에로 델라 프란체스카의 예수 탄생[1470–1475]}} 등 이 새를 보여주고 있다. 중세 기독교에서는 황금방울새와 함께하는 건강회. 가시덤불의 씨앗을 먹으며 붉은 얼굴과 함께 예수님의 십자가에 못박혔는데, 가시덤불의 관을 제거하려다가 새의 피가 튀었을 것으로 추정된다. 이러한 많은 헌신적인 그림들은 14세기 중반 흑사병이 유럽을 휩쓸고 있는 동안 만들어졌다.

### 그림 속 황금방울새

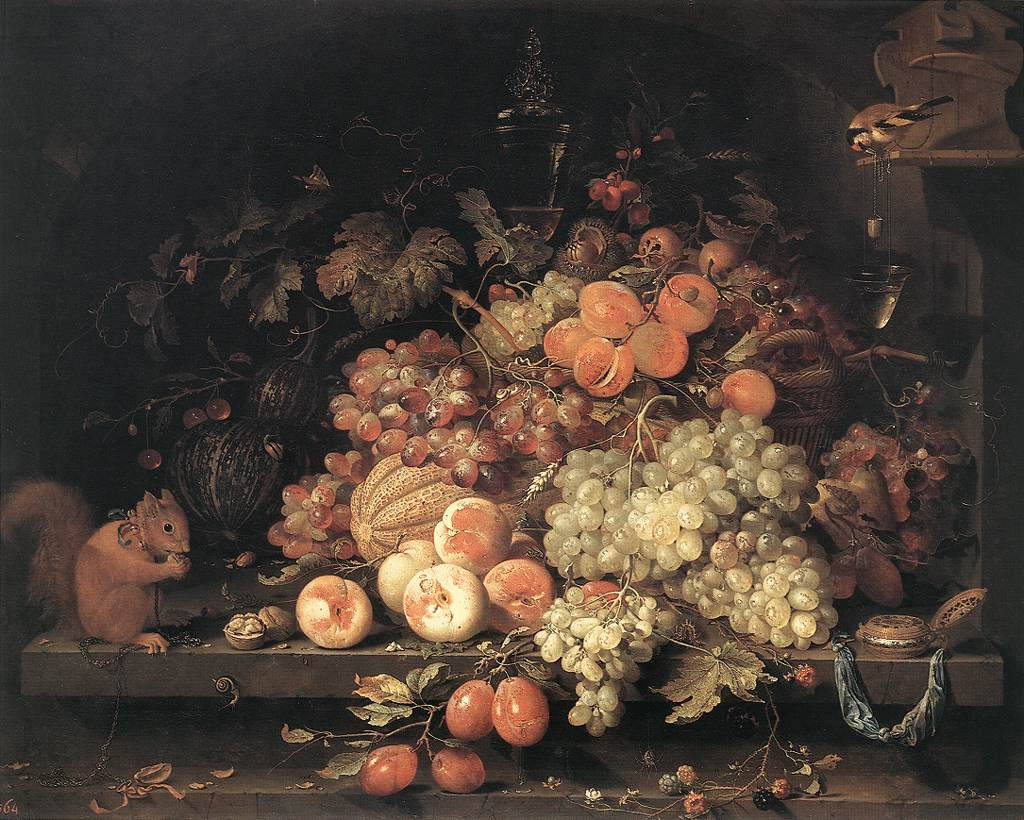
Fruit Still-Life with Squirrel and Goldfinch by 아브라함 미뇽 ( 1668경) 수채화를 통해 새를 그려내었다.
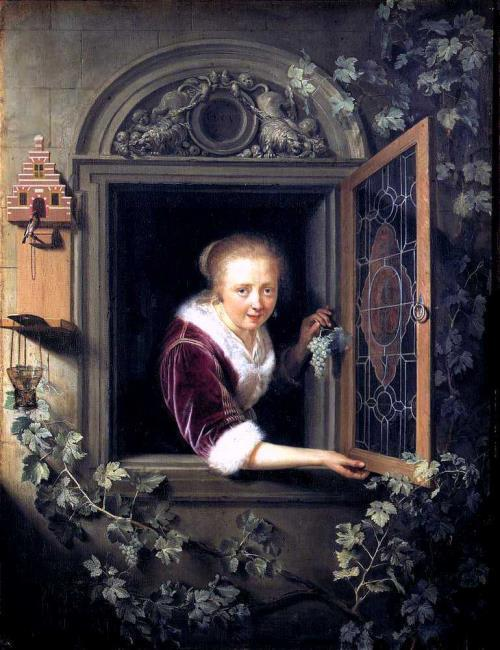
A Girl in a Window with a Bunch of Grapes (1662) by 개릿도우. 이 작품 또한 같은 기법을 사용하였다.
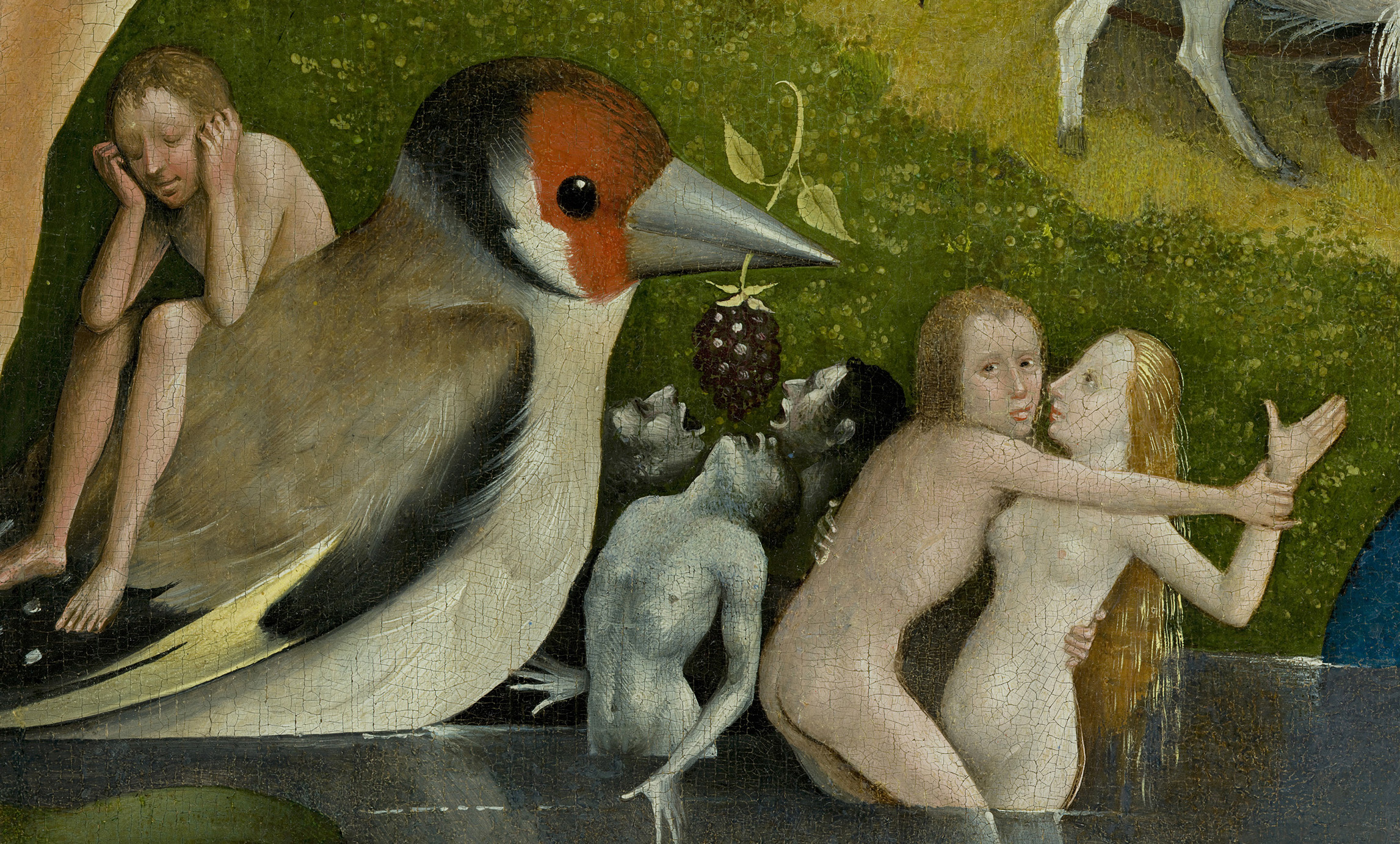
Detail from 세속적인 쾌락의 동산 (1495–1505) by 히에로니무스 풍작을 상징하는 커다란 황금방울새를 그려넣었다.
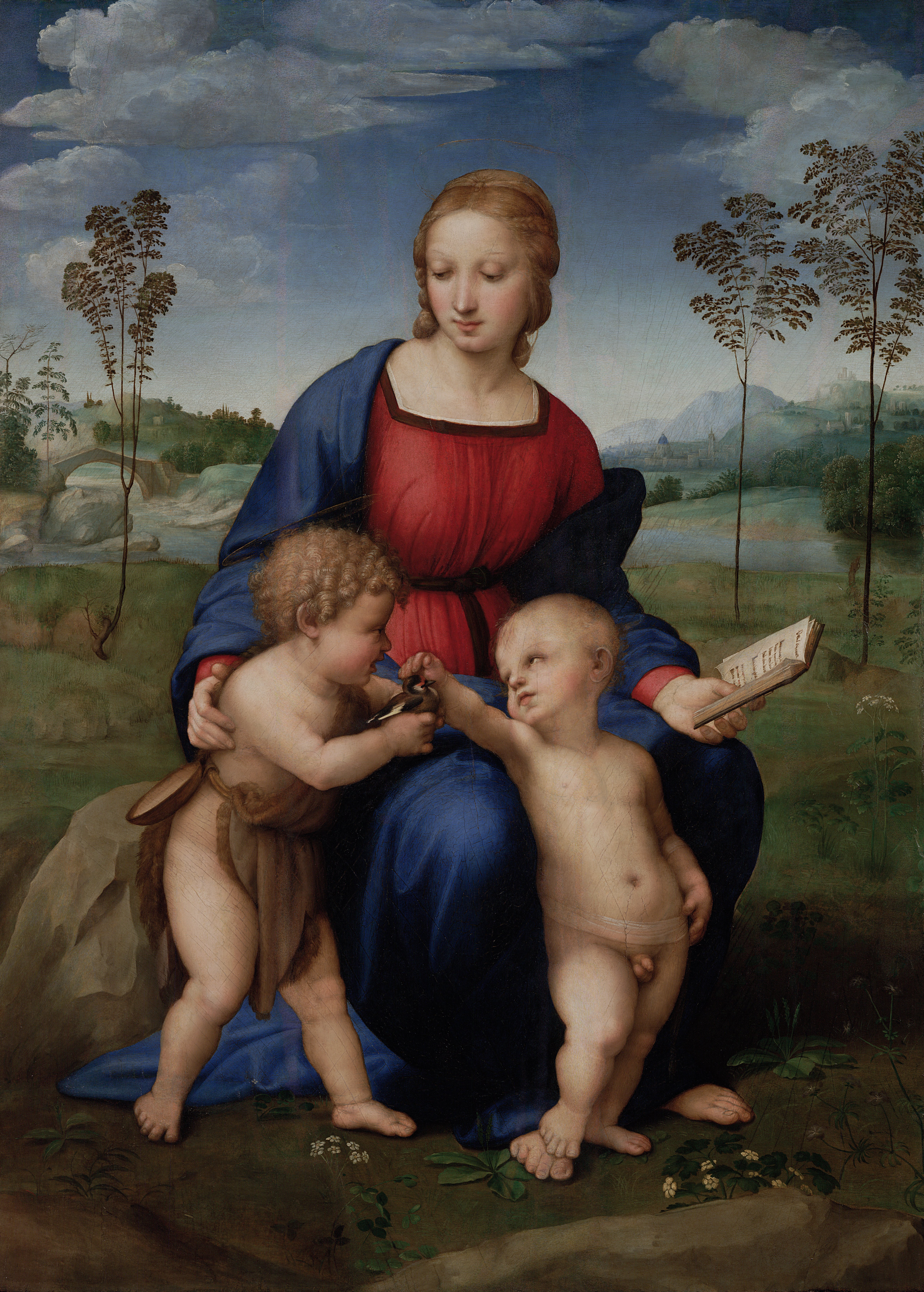
검은 방울새의 성모 (1505–1506) by 라파엘로 산치오
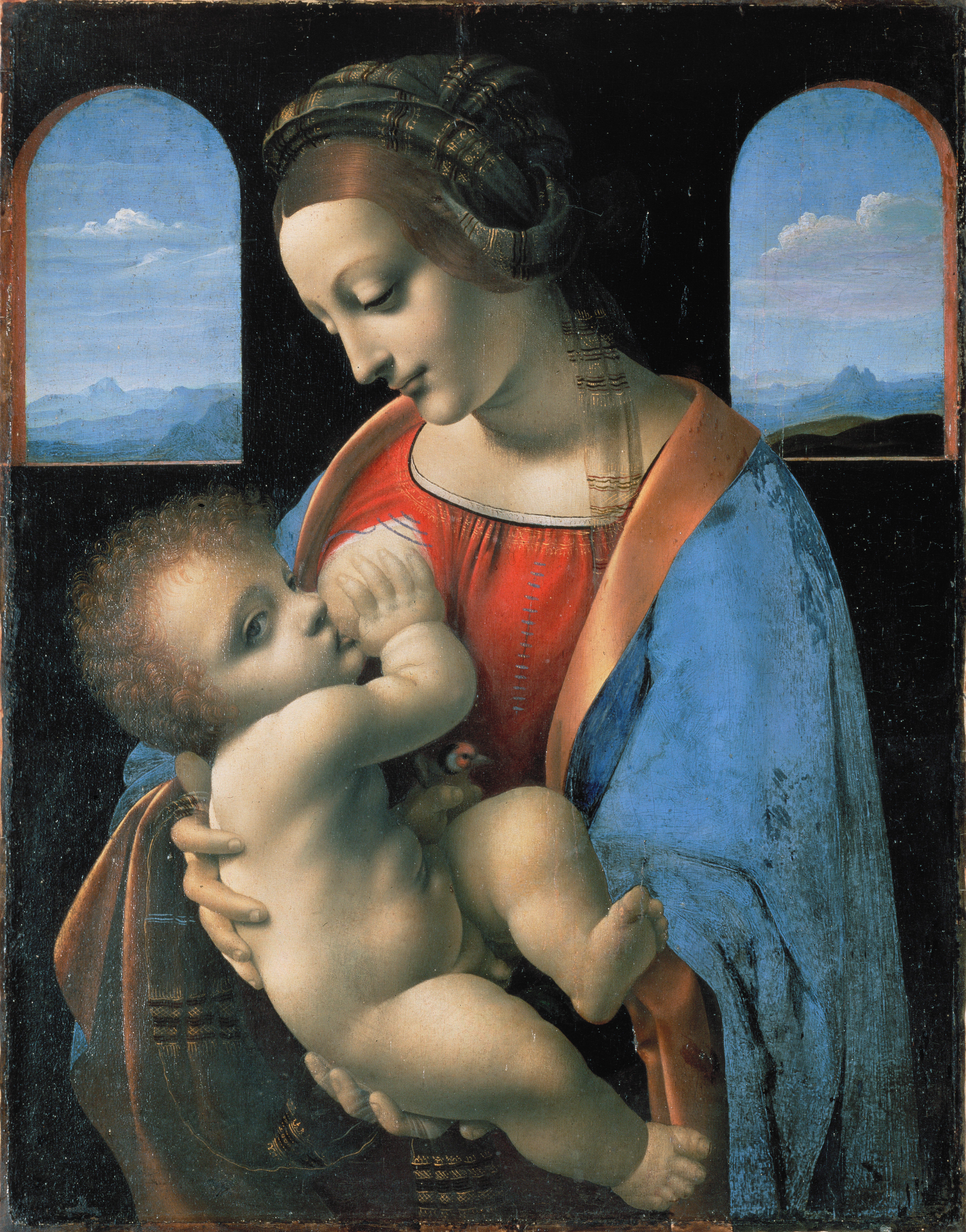
리타의 성모 (mid-1490s) by 레오나르도 다 빈치
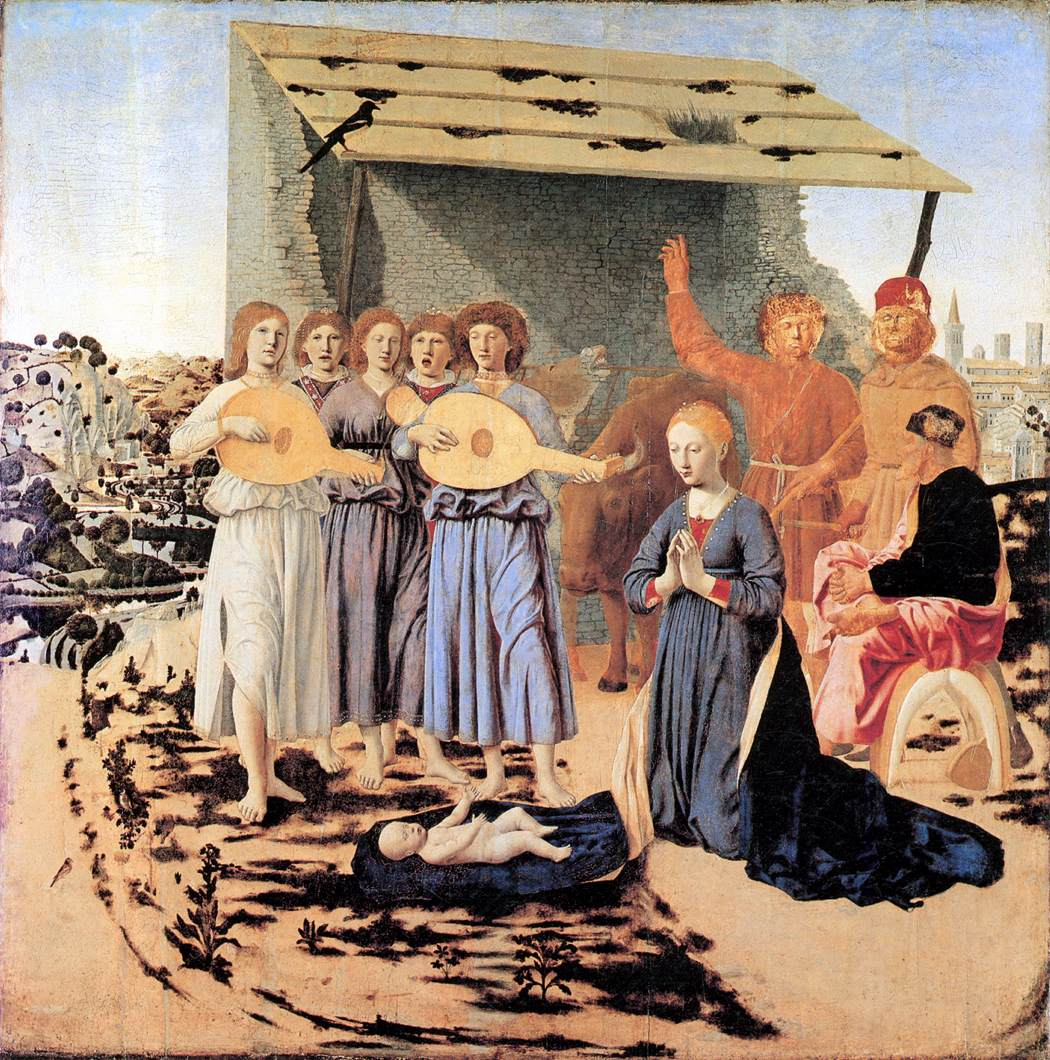
예수의 강탄 (1470–1475) by Piero della Francesca. 황금새가 작게 그려 넣어져 있다.

## 스타일
황금방울새는 예술적 기법을 사용하여 원근법뿐만 아니라 고리와 새 발의 하이라이트, 도배된 벽에 강한 그림자를 그려 깊이  착각을 일으키는 trompe-l'œil 그림이다.위에 밝은 색상의 굵은 획과 아래에 있는 더 칙칙한 색상의 가벼운 터치도 시각적 효과를 강조한다. 관점은 새의 약간 아래로부터 온 것으로 보이며, 이는 새를 높은 위치에 장착하기 위한 것임을 시사한다. 처음에 액자가 없다는 것은 그림이 사실적으로 보이도록 장착되었을 수도 있고, 더 큰 착각의 그림들의 집합체일 수도 있다는 것을 암시한다.
한때 유리창의 일부였을 수도 있다는 스톤페리어의 추측은 어느 정도 그림에 의존해 행인들에게  착각을 불러일으키는데, 이는 상승된 위치와 일치한다. 그녀는 네덜란드 골든 에이지 시대의 그림 설정으로서의 창문의 중요성과 현실적인 인테리어를 만들기 위한 투시 박스의 사용에 주목한다. 파브리티우스는 투시 상자를 사용하여 자신의 <델프트의 관점>을 포함한 다른 그림에서 깊이를 창조했다.
파브리티우스는 새의 황갈색 그림자와는 대조적으로 납빛 흰색 페인트를 벽의 크림반죽의 밑받침으로 사용했다. 미술사학자 앤드류 그레이엄 딕슨은 분산된 그림자 속의 색채의 혼합이 19세기 프랑스 인상파 화가와 후기 인상파 화가들의 몇 가지 기법을 그림자로 나타낸다고 생각했다.

플리니 교수는 새들이 포도를 쪼아먹을 정도로 진짜 포도 그림을 그리는 이야기를 들려주는 트롬프-릴술은 예로부터 알려져 왔다. 드 바르바리의 '스패로우호크'는 창문을 지나가는 사람들에게 현실의 환상을 일으키기 위해 장착하려는 의도로 보이는 그림의 르네상스 사례다. 그의 주인 렘브란트를 비롯한 파브리티우스의 동시대인 여러 명이 비슷한 효과를 사용하였지만, 한 마리의 새에 대한 묘사는 그 장르의 미니멀한 버전이며, <황금방울새>의 투시 기법과 결합된 디자인의 단순성은 네덜란드 황금시대의 그림들 중에서도 독특하다. 파브리티우스는 이전에 자신의 1649년 아브라함 드 포터의 초상화에서 튀어나온 것처럼 보이는 현실적인 못으로  trompe-l'œil을 실험한 적이 있다.
미술사학자 빌헬름 마틴(1876~1954)은 황금방울새를 100여 년 전인 1504년에야 자코포 데 바르바리가 그린 파르트리지와 건틀렛이 그려진 정물화와 비교할 수 있다고 판단했다. 새 자체는 넓은 붓놀림으로 만들어졌으며, 나중에 윤곽을 미세하게 수정했을 뿐, 체인을 비롯한 세부 사항들이 보다 정밀하게 추가되었다.파브리티우스의 스타일은 렘브란트의 대표적인 치아로스쿠로(chiaroscuro)와는 다른데, 밝은 배경에 대해 시원한 일광, 복잡한 관점과 어두운 형상을 사용하는데 있어서, 굵은 페인트로 선을 긁어내는 데 붓끝을 사용하는 것과 같은 주인의 기법 일부를 간직하고 있다.

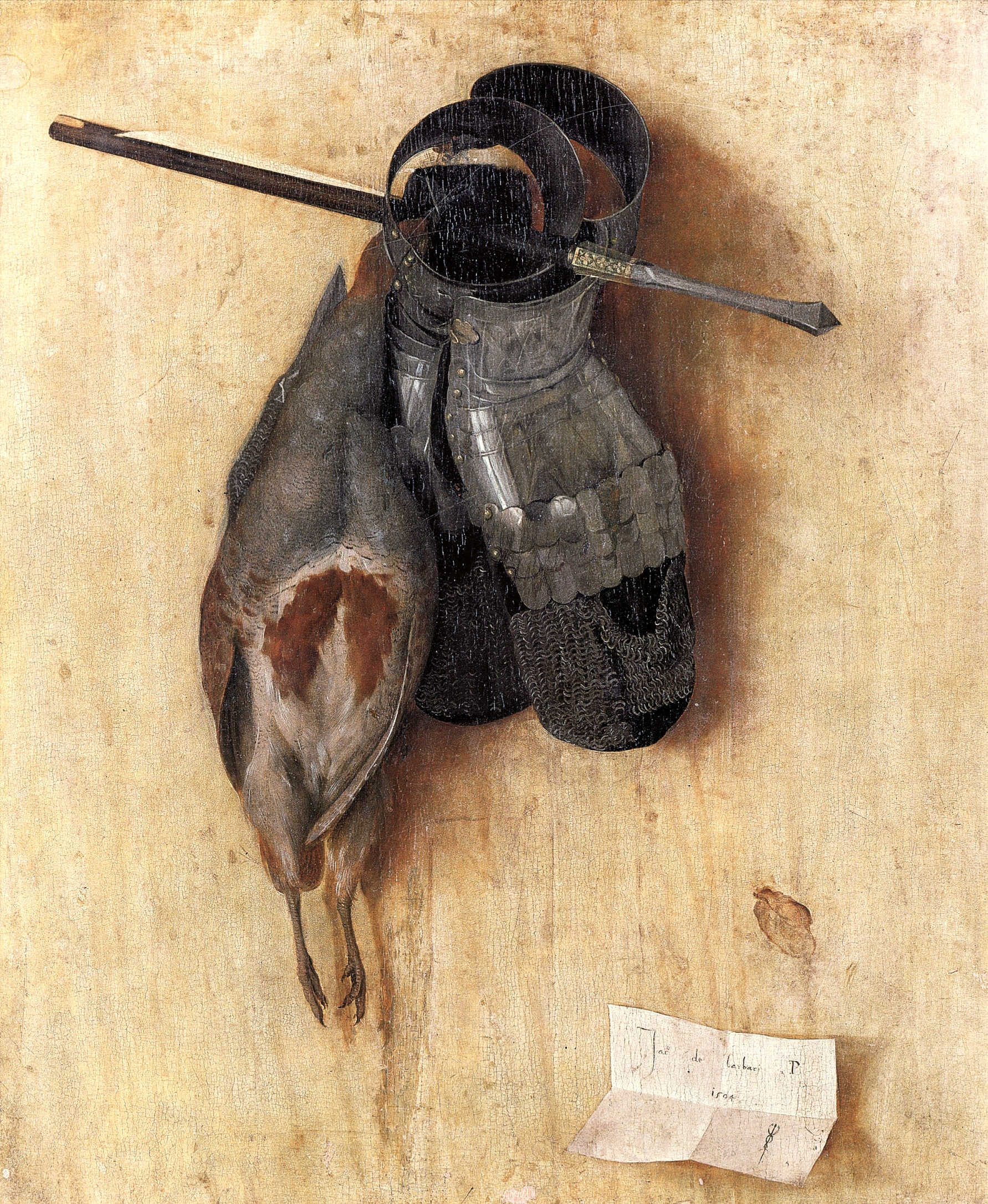
Still-Life with Partridge and Gauntlets (1504) by Jacopo de' Barbari
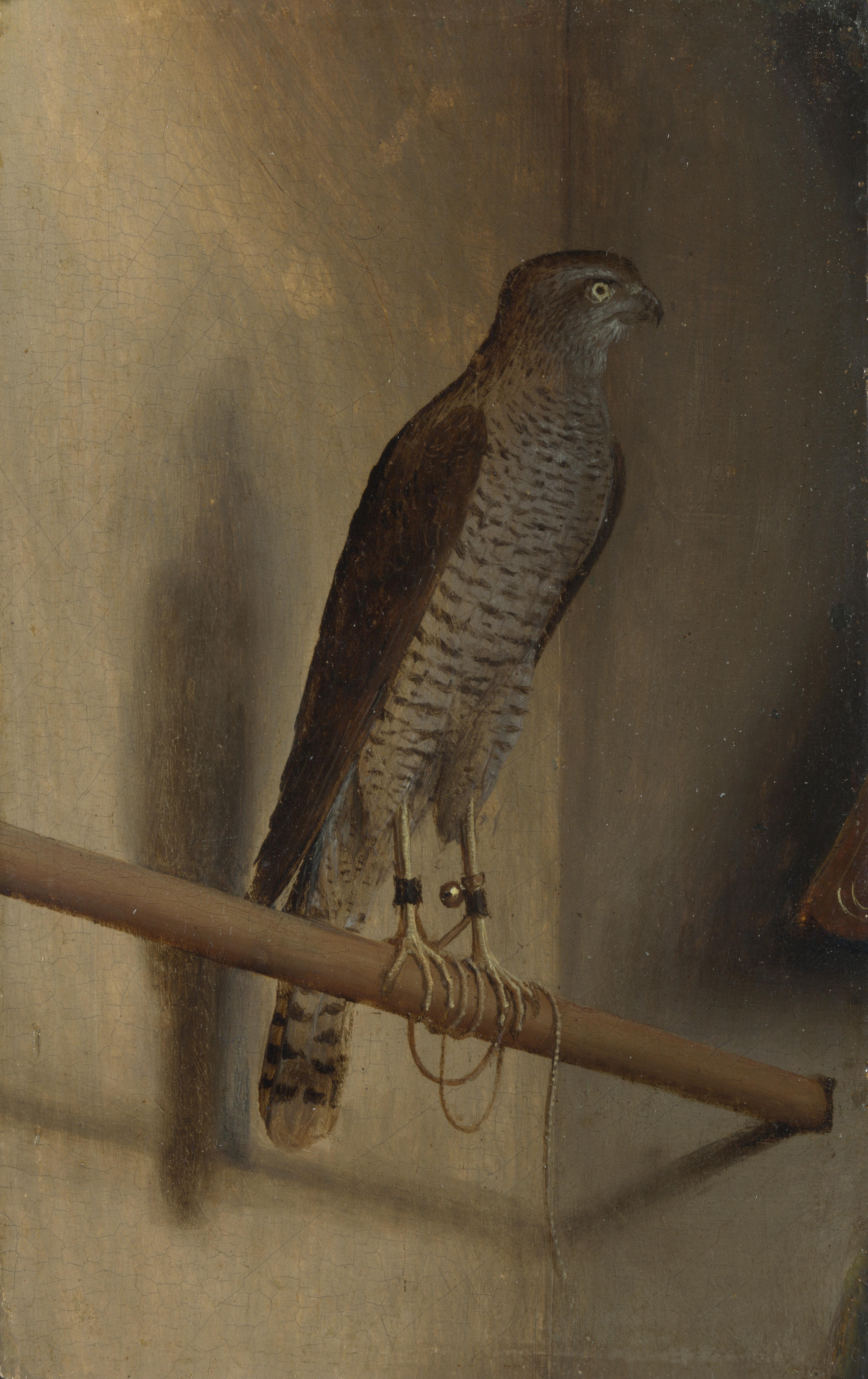
A Sparrowhawk (1510s, showing a Eurasian sparrowhawk) by de' Barbari
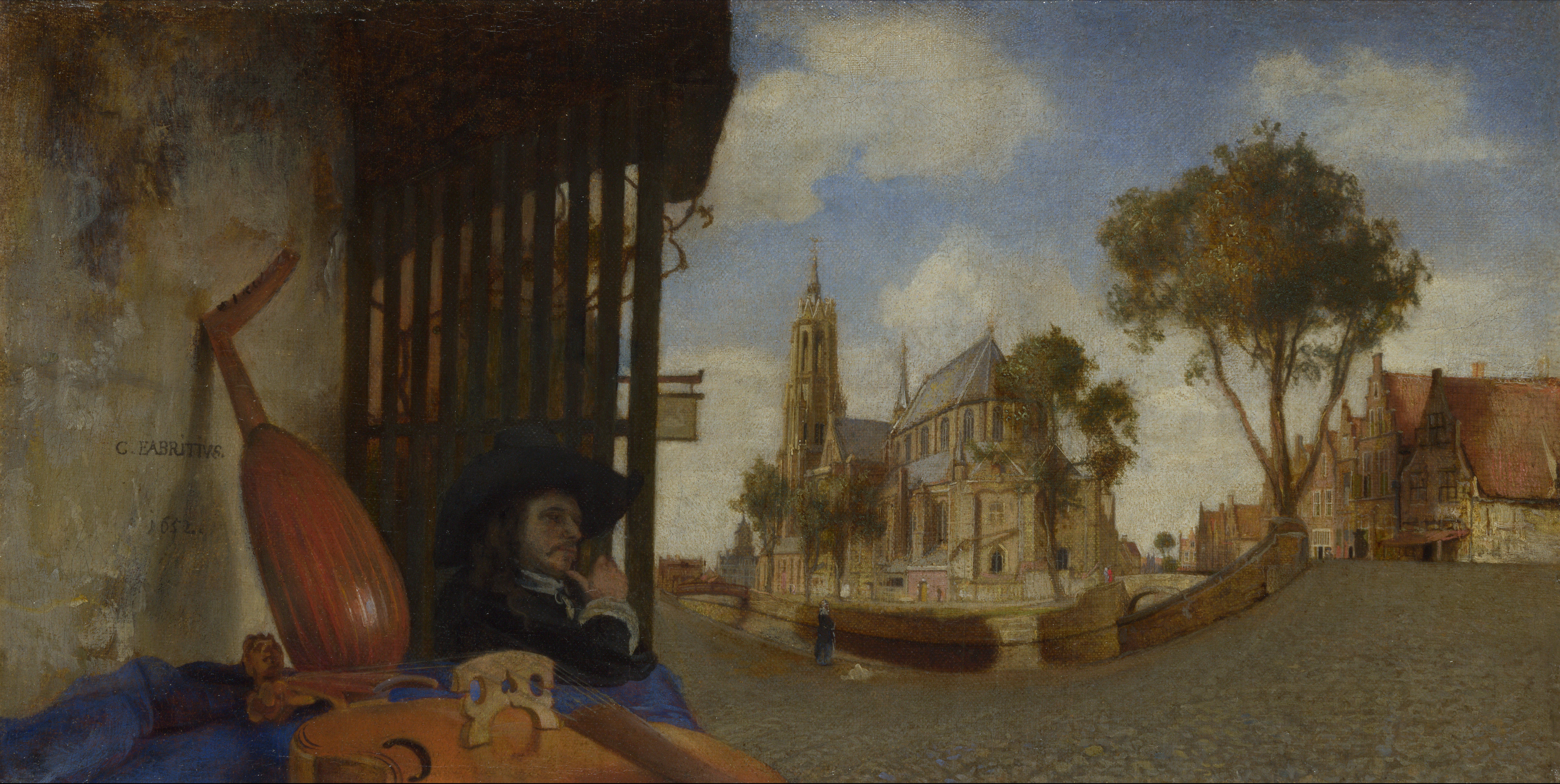
A View of Delft (between 1642 and 1654) by Fabritius
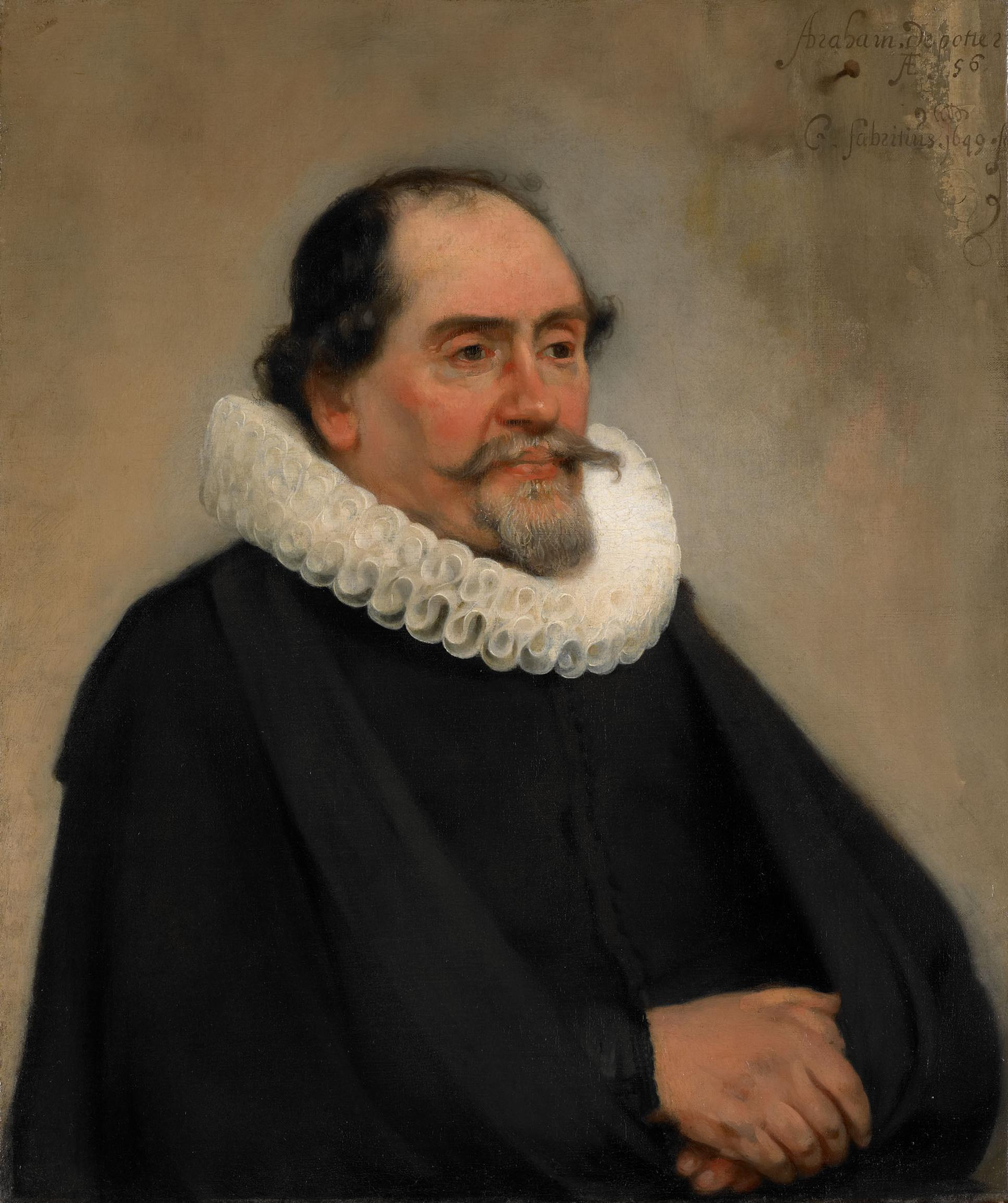
Portrait of Abraham de Potter (1649) by Fabritius

## 화가

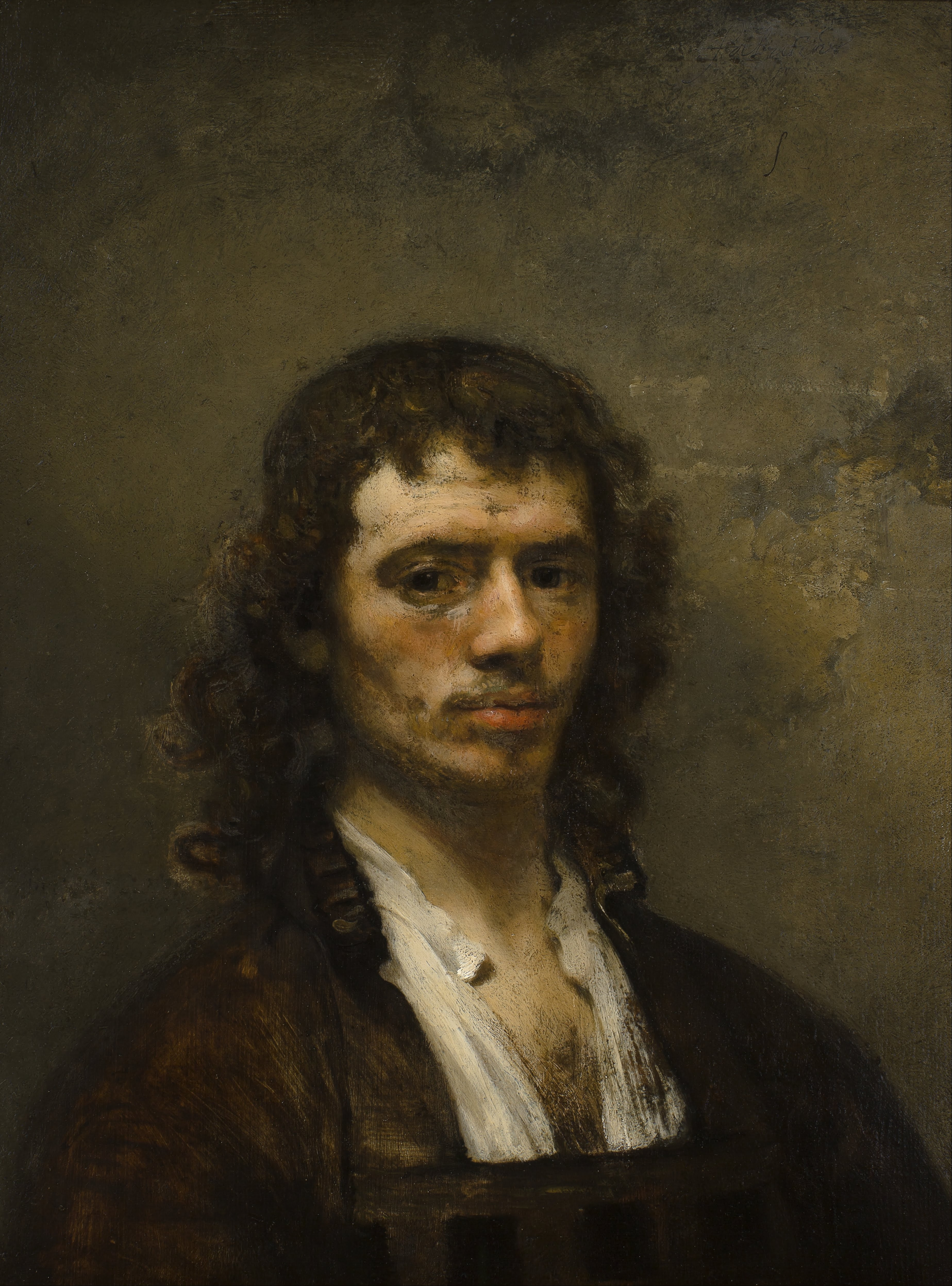
Fabritius self-portrait c. 1645

카렐 피에테르츠 파브리티우스는 1622년 네덜란드 공화국의 미드덴베임스터에서 태어났다. 처음에 그는 목수로 일했다. 그의 아버지와 그의 형제인 바렌트와 요하네스는 화가였고, 비록 정식으로 예술 교육을 받은 것은 아니지만, 파브리티우스의 능력은 암스테르담에 있는 렘브란트의 작업실에 자리를 잡았다. 암스테르담으로의 이사는 1641년에 이루어졌는데, 같은 해 파브리티우스는 부유한 집안에서 온 첫 번째 부인과 결혼했다. 1643년 그녀가 죽은 후, 그는 다시 미드덴빔스터로 이주하여 1650년대 초까지 거주하다가 델프트로 이주하여 1652년 세인트루크 길드에 가입하였다.
파브리티우스는 1654년 10월 12일 델프트 화약잡지의 폭발로 32세의 나이로 사망했는데, 이 폭발로 적어도 100명이 사망하고 도시의 4분의 1이 파괴되었으며, 그의 스튜디오와 그의 그림들 중 많은 것이 포함되어 있다. 그의 작품 중 살아남은 작품은 거의 없는 것으로 알려져 있다. 그의 전기작가 아놀드 후브라켄에 따르면 파브리티우스의 제자 마티아스 스포어스와 교회 집사 시몬 데커도 폭발의 결과로 사망했다고 한다.  황금방울새는 파브리티우스가 죽은 해에 그려졌다.

파브리티우스의 작품은 그의 동시대인들에게 잘 평가되었고, 그의 문체는 피테르 드 후치, 이매뉴얼 드 비트테, 요하네스 베르메르 등 당대의 다른 유명한 네덜란드 화가들에게 영향을 주었다.또한 델프트에 살았던 베르메르는 특히 밝은 햇빛에 비치는 비슷한 창백하고 닳은 벽을 사용하였고, 이에 대한 실질적인 증거는 없지만 파브리티우스의 학생이라는 것이 제시되어 왔다.

## 기원

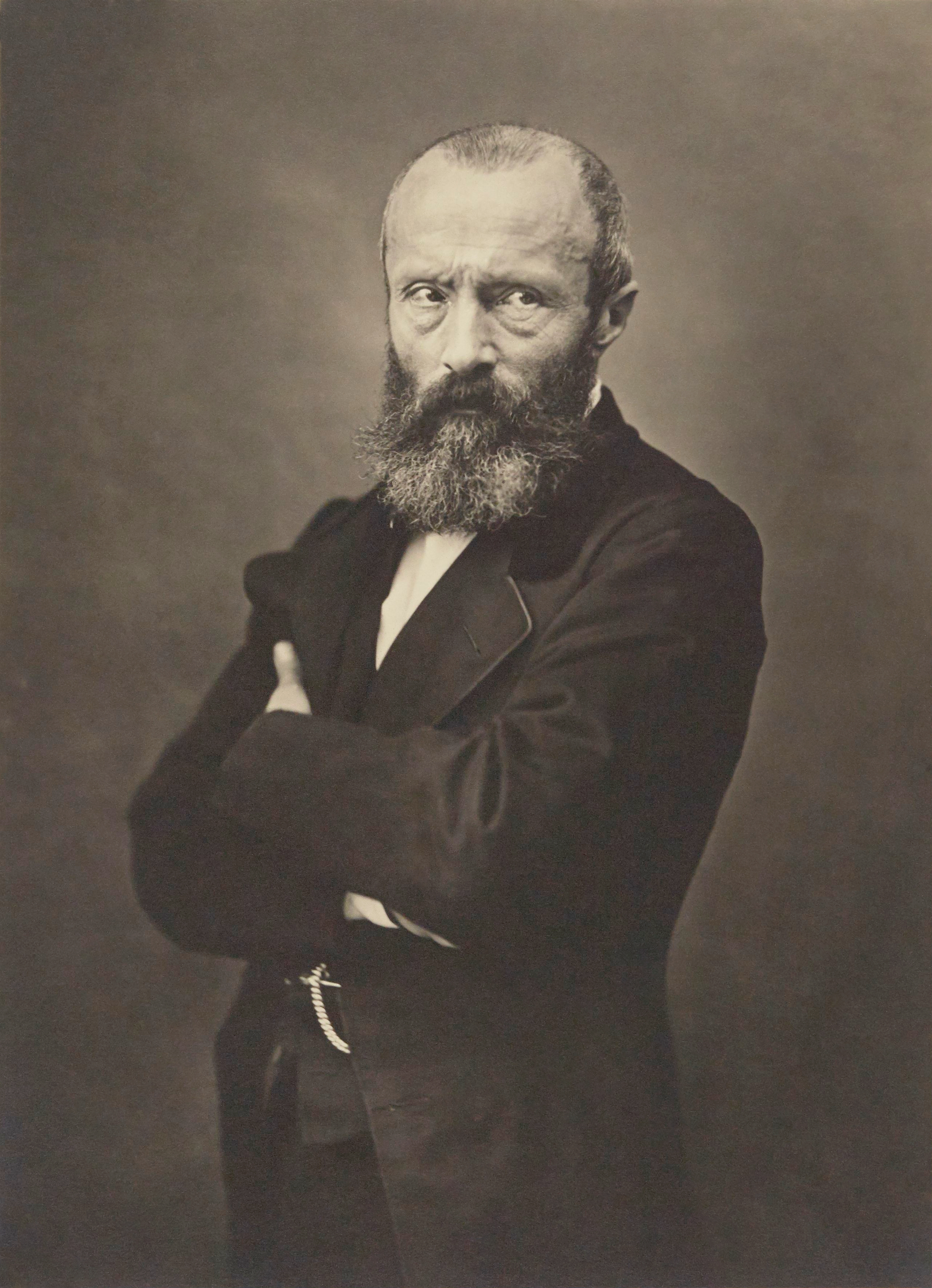
Théophile Thoré-Bürger by Nadar between 1853 and 1869

황금방울새는 1859년에 처음 밝혀지기 전까지 2세기 이상 동안 행방불명이 되었다. 베르메르의 명성 회복을 도왔던 테오필레 소레뷔르거는 브뤼셀에 있는 전 네덜란드 육군 장교 겸 수집가 셰발리에 요셉 기욤 장 캄베르린의 수집품에서 그것을 발견했다. 이후 1865년 슈발리어의 상속인들에 의해 소레뷔르거에게 주어졌고, 그는 1866년 파리에서 첫 공개 전시회를 가진 지 3년 후인 1869년의 동료 아폴린 라크로이스에게 그의 나머지 수집품과 함께 차례로 그것을 유품했다.
1892년 12월 5일 파리의 Hteltel Drouot 경매장에서 화가, 복원가, 미술상인 Etienne Haro에게 5,500 프랑에 팔렸으며, 후에 큐레이터 겸 미술품 수집가인 Abraham Bredius에 의해 Mauritshuis에게 에밀 마르티네 소장품 판매에서도 6,200 프랑에 구입되었다. The Goldfinch뿐만 아니라, 마르티네트의 컬렉션에는 렘브란트, 고야, 스틴, 코롯 등 다른 저명한 예술가들에게 귀속된 작품들과 파브리티우스의 동생인 바렌트에게 귀속된 것으로 잠정적으로 귀속된 라 파이타니세스가 포함되어 있었다.
그 그림은 현재 헤이그에 있는 마우리츠히스의 소장품이다.

## 문화참고 및 전시회
Goldfinch는 미국 작가 도나 타르트의 2013년 소설에서 중심적인 역할을 한다. 이 소설의 주인공인 13세의 테오도르 데커는 그의 어머니가 사망한 뉴욕 메트로폴리탄 미술관에서 일어난 테러 공격에서 살아남았다. 그는 네덜란드 황금기 전시회의 일부인 파브리티우스 그림을 건물을 빠져나오면서 함께 가져가고, 나머지 책의 대부분은 그림을 숨기려는 시도와 그 도난, 그리고 궁극적인 복귀에 바탕을 두고 있다.

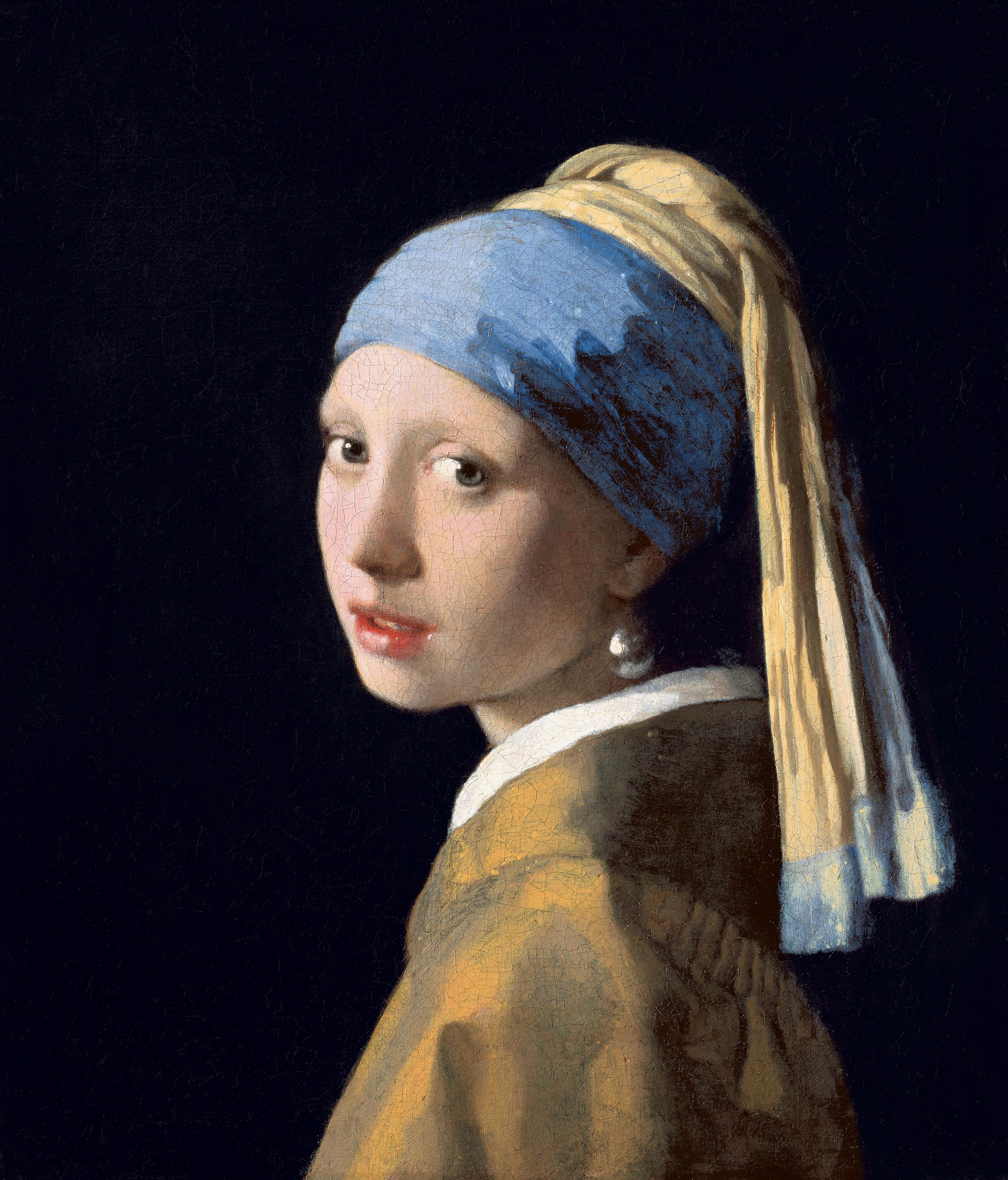
Girl with a Pearl Earring by Vermeer (c. 1665) was part of the 2013–2014 world tour of the Mauritshuis paintings.

이 책은 2014년 퓰리처상 소설상을 수상했으며, 수상 직후 판매량이 150만 명에 육박하는 등 상업적인 성공을 거두었다. 책의 표지는 그 자체로 트롬프 르에일이며, 그 그림은 종이의 착시적인 찢김을 통해 보인다. 소설이 출간된 날 뉴욕의 프릭 컬렉션에서 우연히 '황금방울새'를 비롯한 전시가 열렸지만 실제로는 이 그림이 메트로폴리탄 박물관에 전시된 적은 없었다. 추운 날씨에도 불구하고 프릭 전시회에 20만~23만5000명으로 추산되며, 1만3000명이 참가하여 그 구독기반이 4배로 늘어났다.
2013~2014년 프리크 전시회는 마우리츠히스 미술관이 2년 동안 문을 닫은 동안 도쿄, 고베, 샌프란시스코, 애틀랜타, 뉴욕에서의 전시회와 함께 마우리츠히스 미술관에서 선별된 골든 에이지 그림들의 월드 투어의 일환이었다. 도쿄 전시회에는 100만 명의 사람들이 참가하여, 한 해 동안 가장 많은 사람들이 관람하였다.도나 타르트 소설의 발표로 홍보를 하기 전에는 일반적으로 진주 귀걸이를 한 베르메르의 소녀가 전시회의 주요 매력으로 부각되었다.타르트 감독의 책은 워너브라더스와 아마존스튜디오가 제작한 2019년 영화로 각색됐고, 존 크롤리 감독이 연출했으며, 앤젤 엘고트와 오이스 페글리가 테오 데커 역을 맡았다. The Goldfinch에 대한 다른 문화적 언급으로는 미국 작가 헬렌 프랭켄탈러의 1654년 작품 파브리티우스 새에 대한 1960년 추상적 표현주의 해석과 미국 시인 모리 크리크의 2010년 시 "Goldfinch"가 있는데, 여기에는 "당신은 응시하고/ 우리가 공유하지 않는 겸손한  trompe-l'œil 천국에서 온 것"이라는 대사가 포함되어 있다.
황금방울새는 2014년 네덜란드 우체국이 박물관 개관을 기념해 발행한 1.00유로짜리 우표 세트에 그려진 8점의 모리셔스 걸작 중 하나이다. 파브리티우스의 작품을 보여주는 2004년 우표 세트에도 실렸다.